# نابفليكس
نابفليكس (بالإسبانية: Napflix)‏ هو موقع فيديوهات إسباني على الإنترنت ويسمى أيضًا منصة فيديو القيلولة (siesta video platform) تم إنشاؤه بغرض التشجيع على القيلولة في بلدٍ اختفت فيه عادة القيلولة إلى حد كبير، حيث أظهر استقصاء سنة 2009 أن 16% فقط من الإسبانيين يمارسون القيلولة في جميع الأيام.
ترجع عادة القيلولة في إسبانيا إلى الحقبة التي كان فيها اقتصاد البلد زراعيًا، حيثُ كان العمال يتجنبون ساعات العمل الأشد حرًا. لكن اليوم، ولكون معظم العمال الإسبانيين يعملون في الداخل ويستفيدون من هواءٍ مُكيَّفٍ أعلن رئيس الوزراء الإسباني ماريانو راخوي نيته منع القيلولة لتماثل ساعات العمل الخاصة بالإسبانيين (الذين يأخذون استراحة تصل ساعتين أو ثلاثة ما بعد الظهيرة وينتهون من العمل في الساعة الثامنة مساءً) نظيراتها لدى باقي الأوروبيين.

## المحتوى
اسم الموقع يُحاكي بشكلٍ ساخر اسم موقع نيتفليكس، كما أنَّ اسم الموقع نابفليكس (Napflix) يأتي من الكلمة الإنجليزية (Nap) والتي تعني قيلولة.
يبث الموقع محتوًى خاص، مثل مسابقات الكرة الحديدية، وتمثيليات بحيرة البجع، ودورات في فيزياء الكم، وفي اللغة اللاتينية، كما يبث وثائقيات عن حصاد التفاح، وركوب مترو الأنفاق، وعن الباندا، وكيفية تحميص الدجاج، وحرق الشموع، والمطر على النوافذ أو لعبة شطرنج تم تصويرها في الوقت الحقيقي.
يذكر أحد مؤسسي الموقع فيكتور غوتيريز دي تينا: «نبحث عن الرتابة والتكرار»، و«الفكرة هي نشر الترفيه الممل، أو البرامج التلفزيونية البطيئة»، كما أوضح دي تينا لمحطة الإذاعة الإسبانية كادينا سير بأنه «نختار المحتوى من خلال تقييم جانبه المزعج، أو الموسيقى المصاحبة له».

## روابط خارجية
- الموقع الرسمي